# José Balmes
 (décembre 2022).
Pour les articles homonymes, voir Balmes.
José Balmes Parramón (né le 20 janvier 1927 à Montesquiu en Catalogne en Espagne et mort le 28 août 2016 à Santiago du Chili) est un peintre espagnol et chilien qui vivait au Chili. Il a été récompensé par le Prix National des Arts Plastiques au Chili en 1999.

## Biographie
José Balmes est né en 1927 dans la localité de Montesquiu en Catalogne où il vécut pendant toute son enfance jusqu’à ce qu'éclate la guerre civile espagnole en 1936. En 1939 et après la victoire franquiste, Balmes doit quitter l'Espagne avec sa famille à cause du militantisme de son père, Damià Balmes, maire de la localité qui soutenait la Gauche républicaine de Catalogne. Il voyage au Chili à bord du Winnipeg (bateau affrété par l'État chilien pour aider les républicains espagnols) avec notamment la peintre chilienne d'origine espagnole Roser Bru.
Au Chili, José Balmes poursuit ses études secondaires au lycée Barros Borgoño puis il effectur ses études supérieures à l'École des Beaux Arts de l'Université du Chili à partir de 1943. En 1947, il obtient la nationalité chilienne.
Il est formé à l’Université par les peintres chiliens Pablo Burchard et Camilo Mori, fondateur du Grupo Montparnasse. Avec la collaboration de Gracia Barrios et d’autres artistes, il fait partie du mouvement d’Art informel Signo. Leurs œuvres sont présentées à Barcelone, Madrid et Paris.
Militant communiste et étant membre pendant différentes périodes du Comité Central du PC, il a toujours lié son parcours artistique à un engagement politique. Il a notamment soutenu activement le gouvernement de la Unidad Popular dirigé par Salvador Allende.
Après le coup d’État du 11 septembre 1973, il doit s'exiler en France où il poursuit son activité artistique. Il exerce aussi le métier de professeur à l'Université de Paris I Panthéon-Sorbonne. Il est accueilli à La Ruche, espace de vie et de création des artistes de Montparnasse à Paris.
En 1976, il crée à Venise avec Ernest Pignon-Ernest La Brigada internacional de pintores antifascistas en soutien au peuple chilien.
En 1986, Balmes revient au Chili. De multiples récompenses lui ont été attribuées dont le Prix National des Arts plastiques du Chili en 1999 et le prix Altazor en 2002.
En 1987, il participe à Paris au lancement des états généraux de la culture de Jack Ralite.
En 1988, de retour au Chili, il prend contact avec douze intellectuels pour participer à une conférence de presse dont le thème s'appuie sur ce texte[Lequel ?]. En dépit des risques d'arrestations, Balmes maintient cet événement : « Si ce n'est pas moi, alors qui ? Si ce n'est pas moi, alors quand ? » Cette conférence de presse marquante contribue à la tenue de 467 manifestations culturelles à Santiago en 1988.
En 2012, le documentaliste chilien Pablo Trujillo Novoa réalise un documentaire sur la vie de l’artiste intitulé Balmes El doble exilio de la pintura.
Il meurt le 28 août 2016 d'une pneumonie.

## Parcours artistique
Ses acryliques sur papier sont inspirées de poèmes de Pablo Neruda. Elles abordent le drame des sacs de cadavres jetés dans la mer depuis les avions (Régime militaire d'Augusto Pinochet).
Ses arbres grand format sur toile brut (Arbre feu, Arbre poing, arbre du mort nu) résonnent comme des secousses interpellant le politique. Selon Raoul-Jean Moulin, « sa peinture ne cherche pas à reproduire le réel, mais à produire le sens du réel ».
Il a exposé à Paris à maintes reprises ses « Déchets d'oubli et de mémoire, ses Protestats ».
Ses tableaux monumentaux reflètent ses inquiétudes sociales et politiques.